# Dudek w kulturze

## Symbolika w źródłach starożytnych i średniowiecznych

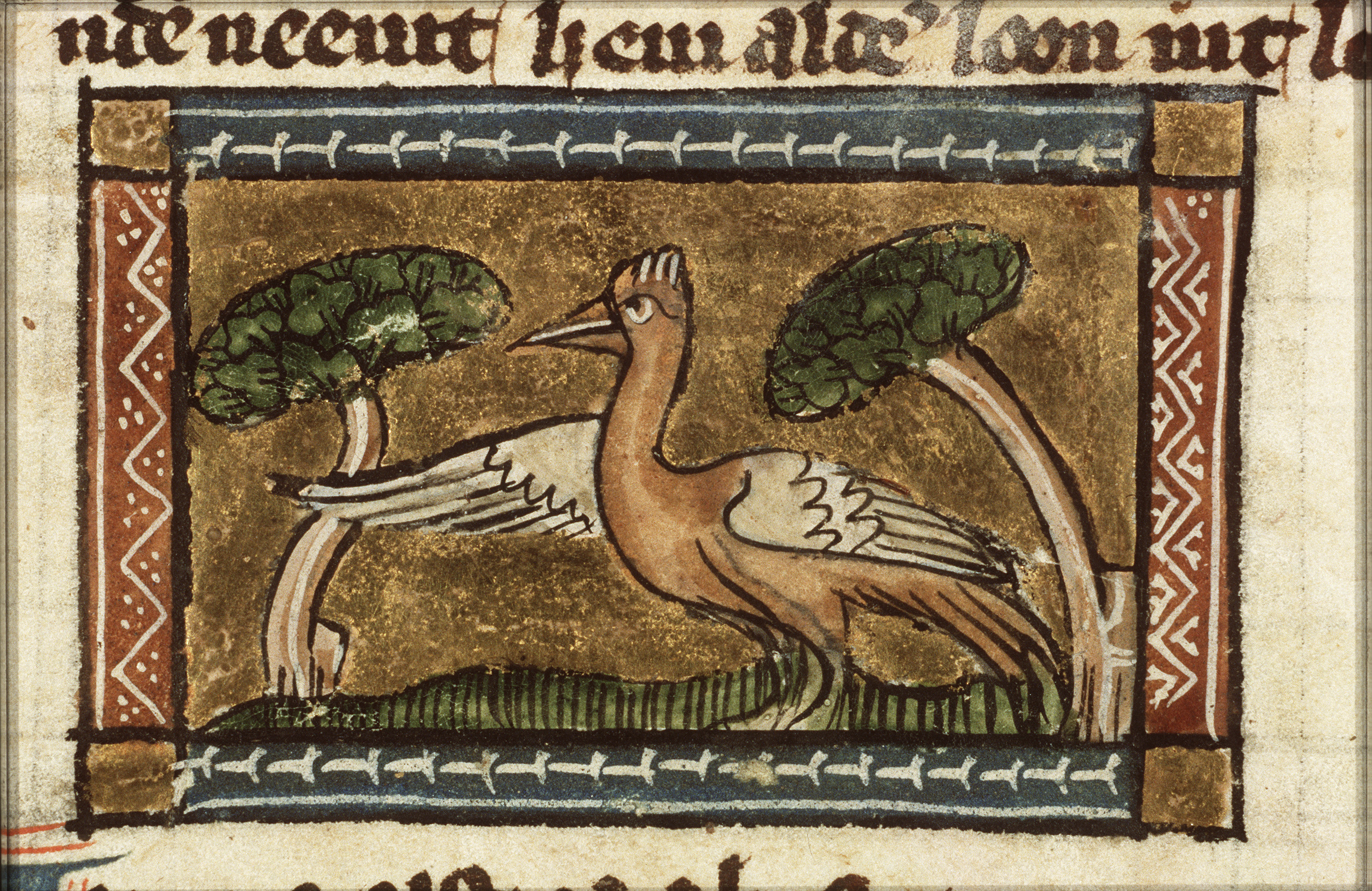
Dudek (upupa) – miniatura z Der naturen bloeme (KB KA 16, fol. 101v) Jacoba van Maerlant

Starożytne i średniowieczne źródła opisują dudka jako ptaka o dwuznacznej symbolice. Dudek łączy cechy zarówno negatywne, kojarzone z brudem i grzesznością, jak i pozytywne – ukazuje wartości rodzinne, troskę o rodziców oraz pobożność. 
Arystoteles w pracach zoologicznych Historia animalium (IX, 49B) opisuje dudka jako ptaka, którego dwoista natura uzewnętrznia się w wyglądzie i zachowaniu. Dudek zmienia swój kolor i formę, co mają potwierdzać słowa Ajschylosa – pisze on, że ptak ten jest świadkiem własnych złych czynów – co nawiązuje do mitu o Filomeli, Prokne i Tereusie – dlatego czasem wygląda na odważnego i uzbrojonego, a wczesną wiosną zrzuca pióra i przypomina pisklę, co pokazuje jego dwoistą naturę. Pliniusz Starszy w Historii naturalnej pisze, że dudek może zmieniać swój wygląd podnosząc i rozkładając czub na całej długości głowy. Owidiusz w VI księdze Przemian przedstawiając historię o Filomeli pisze o przemianie Tereusa w dudka, którego czub zdobią pióra, a dziób wystaje jak długi grot włóczni, przez co wydaje się jakby nosił na sobie zbroję. Do mitu o Tereusie nawiązuje też Elian twierdząc, że dzikość dudka wiąże się z jego dawną ludzką postacią. 

### Symbol nieczystości
W Biblii, w Księdze Kapłańskiej (11:19), dudek jest wymieniony wśród ptaków uznawanych za nieczyste i zakazane do spożycia. Interpretacja ta była kontynuowana w tłumaczeniach Septuaginty oraz Wulgaty, gdzie dudek był określony jako epops i upupa. W Etymologiach (XII, 7, 66) Izydor z Sewilli wyjaśnia, że grecy nazywają dudka upupa, ponieważ jest on bardzo brudnym ptakiem – zamieszkuje w grobach i ludzkich ekskrementach, żywiąc się śmierdzącym łajnem. O nieczystości dudka pisze również Arystoteles twierdząc, że gniazduje w ludzkich odchodach i składa jaja w dziuplach drzew, nie tworząc żadnej struktury z gałęzi. Jak podaje Elian, dudek jako najdzikszy z ptaków, ma w zwyczaju smarować swoje gniazdo ludzkimi ekskrementami, aby nieprzyjemnym zapachem odstraszyć wszelkich wrogów. Hugo z Fouilloy w traktacie O ptakach (De avibus) również opisuje dudka jako nadzwyczajnie brudnego, przytaczając słowa Hrabana Maura, który twierdzi, że ptak ten symbolizuje niegodziwców rozkoszujących się nieczystościami grzechu. 

### Pobożność i troska o rodziców
W średniowiecznych bestiariuszach dudek symbolizuje troskę o rodziców. Według Fizjologa (I, 8), kiedy dudki się starzeją, a ich oczy zaczynają słabnąć, pisklęta przychodzą, aby się nimi opiekować. Tomasz z Cantimpré w Liber de natura rerum pisze, że kiedy dudki tracą wzrok z powodu starości, ich młode smarują ziołem oślepione oczy rodziców, co przywraca im wzrok. Młode robią to, aby odpłacić rodzicom za opiekę, którą od nich otrzymały. 
W rozprawie O właściwościach zwierząt Elian przytacza opowieść braminów, w której syn króla Indii porzuca swoich nieposłusznych braci, a podczas tułaczki opiekuje się starzejącymi rodzicami. Kiedy jego rodzice umierają z wycieńczenia, syn rozcina swoją głowę mieczem, aby ich w niej pochować. Akt ten zachwyca Heliosa, który przemienia chłopca w pięknego ptaka, obdarzonego długowiecznością i wspaniałym pióropuszem.

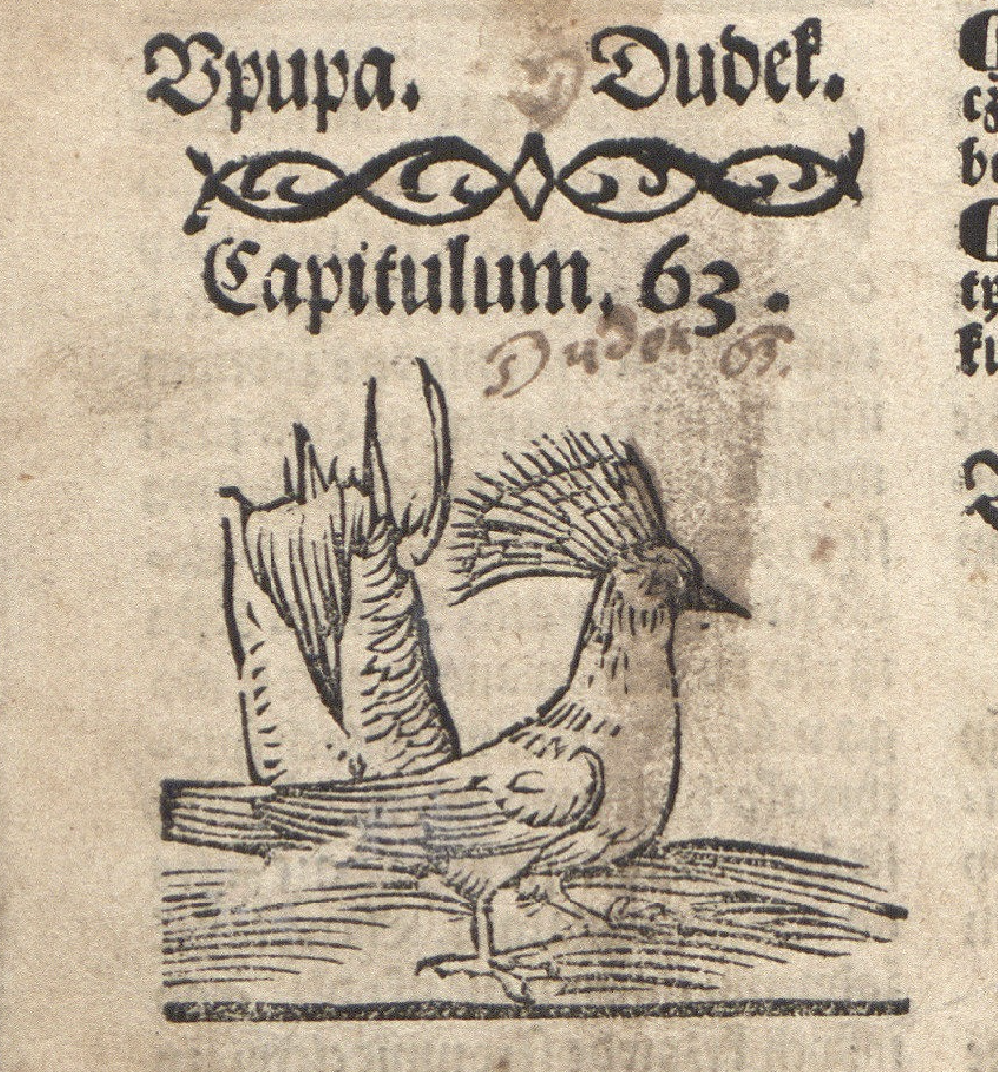
Dudek w O ziołach i o mocy ich (26v–27v) Stefana Falimirza (1534)

## Zastosowanie w magii
Ściśle związane z wiarą w specyficzne właściwości lecznicze dudka było przekonanie, że cały dudek lub określone części jego ciała (serce, krew, oko, głowa, język, skrzydła i pióra) posiadają moce magiczne. Aby zabić dudka, należało użyć tłuszczu gazeli, o czym pisze Elian. Posmarowanie głowy krwią dudka miało skutkować demonicznymi wizjami, co odnotowuje Stefan Falimirz uznając to za tradycję pitagorejską. Izydor z Sewilli pisze, że ktokolwiek, przed pójściem spać nasmaruje krwią dudka swoje ciało, ujrzy we śnie duszące go demony. O tej właściwości, za Izydorem, pisze Bartłomiej Anglik w Liber de proprietatibus rerum – dodaje, że serce dudka jest cenione przez czarowników (malefactoribus), którzy wykorzystują je do swoich szkodliwych czarów (maleficiis). Informację tę powtarza Paulus Paulirinus de Praga (Pavel Žídek). 
Ulisses Aldrovandi pisze, że istnieje wiele przesądów dotyczących krwi i serca dudka, które według niego są przesadzone. Wspomina jednak, że pióra dudka są używane do zwalczania robaków, a jego język może pomagać na pamięć. Skóra dudka, stosowana jako okład, przynosi ulgę w bólach głowy. Oko dudka, noszone jako amulet, jest wykorzystywane w leczeniu trądu. Ponadto, jeśli ząb człowieka i skrzydło dudka zostaną umieszczone po prawej stronie głowy śpiącego, osoba ta nie zbudzi się, dopóki nie zostanie obudzona. Proszek z ciała dudka miał służyć do wysuszania ropiejących owrzodzeń lub leczenia robaczycy.
Niezwykłe właściwości przypisywano również jajom dudka oraz lapis quirinus – kamieniowi, który można znaleźć w jego gnieździe. Albert Wielki w De Mineralibus pisze, że kamień ten, umieszczony na piersi śpiącego, miał wywoływać halucynacje i ujawniać jego sekrety. Podobnie Camillus Leonardus – włoski astronom, mineralog i lekarz, który w dziele Speculum lapidum (1502) omawia ponad 200 minerałów – opisał lapis quirinus jako „oszukańczy” (praestigiosus) kamień, zmuszający śpiącego do wyjawienia swoich grzechów.

## Dudek w kulturze ludowej
W tradycji ludowej mawiano, że dudek przylatuje w okolice ludzkich siedzib, gdy cebula zaczyna kiełkować. W zachodniej Ukrainie funkcjonowało przysłowie: „Wże bude tepło, bo wudwud dudaje”. Wierzono też, że dudek żywi się cebulą i czosnkiem, dlatego jego mięso ma intensywny zapach. To przekonanie powiązane z ludowymi stereotypami dotyczącymi Żydów i kaznodziejskim motywem foetor judaicus mogło wpłynąć na tworzenie lokalnych nazw – „kukułka żydowska”, „zazula żydowska” czy „wudwud”, czyli „jud-jud” – co jest ludową grą słów nawiązującą do dźwięków wydawanych przez ptaka.
W niektórych regionach dudek był uważany za ducha żydowskiego. Znane jest podanie, która wyjaśnia nazwę „wudwud żydowski”. Według tej historii pewien Żyd przechodził przez las, gdy nagle usłyszał głos dudka, który wydawał dźwięki przypominające „Jud-jud”. W związku z tym uznał, że dudek zna jego pochodzenie i od tamtej pory ptaka zaczęto nazywać „wudwudem żydowskim”.
Zerwanie dudkowi czubka miało przynosić nieszczęście, unikano więc nawet dotykania tego ptaka. Szczęście natomiast przynosił widok dudka karmiącego swoje młode. Na terenach Pobereża wierzono, że spojrzenie na dudka powoduje powiększenie wola (podgardla).
Inne przesądy związane z dudkiem dotyczą pogody, życia codziennego oraz diety. Wierzono np., że jeśli ktoś obłupi deszczułki na czczo, z jego ust już zawsze będzie dobywał się odór, jak z dzioba dudka. Z kolei głos dudka usłyszany wieczorem zwiastował deszcz.